# Torre de marfil (álbum)
Torre de marfil es el título del segundo álbum de estudio realizado en bilingüe grabado por la cantautora colombo-estadounidense Soraya, Fue lanzado al mercado por la empresa discográfica PolyGram Latino el 21 de octubre de 1997.
Es un álbum que se caracteriza por «letras más fuertes, melodías más inolvidables, imágenes más intensas y arreglos más exóticos». Con este trabajo la artista fue reconocida en los medios. Participó en varias ocasiones en la cadena MTV y en eventos internacionales.
El álbum cuenta con la colaboración de la experimentada pianista y compositora estadounidense Carole King.

## Lista de canciones
- Todas las canciones escritas y compuestas por Soraya, excepto donde se indica.

| Torre de márfil |                      |                                   |          |  |
| N.º             | Título               | Música                            | Duración |  |
| 1.              | «Si te vas»          | Soraya                            | 4:12     |  |
| 2.              | «El cruce»           | Soraya                            | 4:19     |  |
| 3.              | «Lejos de aquí»      | Soraya                            | 4:34     |  |
| 4.              | «París, Calí, Milán» | Soraya                            | 4:23     |  |
| 5.              | «Torre de marfil»    | Soraya · Carole King              | 4:50     |  |
| 6.              | «Es un amor»         | Soraya                            | 6:23     |  |
| 7.              | «¿Será el final?»    | Soraya · Greg Wells · Mark Hudson | 4:20     |  |
| 8.              | «Dulce amor»         | Soraya                            | 4:54     |  |
| 9.              | «Mi dolor»           | Soraya                            | 3:32     |  |
| 10.             | «Cosas en la vida»   | Soraya                            | 5:54     |  |
| 11.             | «Oropel»             | Jorge Villamil                    | 3:36     |  |
| 48:57           |                      |                                   |          |  |

## Créditos y personal
- Soraya — Productor, voz
- Dominic Miller — Guitarra
- Pino Palladino — Bajo
- Armand Sabal — Bajo
- Kike Santander — Compositor
- John Themis —	Guitarra
- Judy Troilo —	Dirección artística
- Peter Van Hooke — Productor, batería
- Greg Wells — Batería
- Gavyn Wright — Director
- Rod Argent — Productor, teclado, piano
- Graham Bonnet — Grabador
- Cormac Breatnach — Bajo
- Máire Breatnach — Viola
- Clem Clempson — Guitarra
- Adolofo Doring — Fotografía
- Luis Jardim —	Percusión
- Carole King —	Piano
- Adrián Lee — Teclado
- Legacy Jig — Arreglista
- Malcolm Messiter — Oboe